# Nikolaj Janson
Nikolaj Michajlovitj Janson, född 24 november 1882, död 20 juni 1938, var en rysk folkkommissarie.
Janson var son till en arbetare, deltog i 1905 års revolution, häktades i Reval och deporterades till Tobolsk. Han lyckades rymma därifrån och deltog i ryska revolutionen. Unver sovjetregimen erhöll Janson en rad uppdrag, 1931 blev han folkkommissarie för vattentransporten.